# Rahmon Nabijev
Rahmon Nabijevitsj Nabijev (Tadzjieks: Раҳмон Набиевич Набиев, Sjajchboerhon, 5 oktober 1930 - Choedzjand, 10 of 11 april 1993) was een communistisch staatsman afkomstig uit de toenmalige Tadzjiekse Socialistische Sovjet Republiek. Nabijev volgde een opleiding aan het Technisch Instituut en Mechanisch Landbouw Instituut van Tasjkent. Nabijev werkte als technisch ingenieur in Choedzjand. Van 1982 tot december 1985 was Nabijev eerste secretaris van de Communistische Partij van Tadzjikistan (afdeling van de Communistische Partij van de Sovjet-Unie).
Op 23 september 1991 werd Nabijev president van het onafhankelijke Tadzjikistan. In december 1991 werd de onafhankelijkheid van Tadzjikistan door de USSR erkend. Nabijev, die tot de oude garde van de communisten behoorde, volgde een communistische koers, en bleef trouw aan het lokalisme, dat de provincies Choedzjand en Kölob bevoordeelde boven de andere Tadzjiekse regio's. Nabijev moest weinig hebben van de oppositie. Nabijev won de ondemocratische presidentsverkiezingen van december 1991. Zijn tegenkandidaat, de regisseur Davlad Chodanazar, wist echter toch 36% van de stemmen te behalen.
In 1992 brak er in Tadzjikistan een burgeroorlog uit tussen de regio's Choedzjand en Kölob enerzijds en de regio Qoerghonteppa anderzijds. In september 1992 vielen demonstranten het parlementsgebouw in Doesjanbe binnen en dwongen president Nabijev onder bedreiging van een pistool tot aftreden.
Nabijev vluchtte naar zijn geboorteregio (en stad) Choedzjand en koos de zijde van de strijdende partij aldaar. Nabijev overleed aldaar in april 1993.   